# Fandango (film)
Pour plus de détails, voir Fiche technique et Distribution.
Fandango est un film français réalisé par Emil-Edwin Reinert, sorti en 1949.

## Synopsis
Un jeune basque, peu doué pour les métiers manuels, que ce soit mécanicien ou serveur, mais possédant une belle voix, est remarqué par un impresario  ; seulement, il lui faut choisir entre partir vers  la gloire ailleurs ou rester pour l'amour d'une belle jeune fille au pays. À moins que la jeune fille dont il est follement épris, elle-même douée pour la danse, accepte de le rejoindre et de le suivre.

## Fiche technique
- Titre : Fandango
- Réalisateur : Emil-Edwin Reinert
- Scénario : Gérard Carlier
- Dialogues : Gérard Carlier, Jean-Paul Le Chanois et André Tabet
- Photographie : Roger Dormoy
- Décors : Jean Douarinou
- Son : Robert Teisseire
- Musique : Francis Lopez
- Montage : Victoria Mercanton
- Société de production : Gloria Films - Films Olympia
- Tournage : du 14 juin au 31 juillet 1948
- Pays :  France
- Format :  Noir et blanc - 1,37:1 - 35 mm - Son mono
- Genre : Comédie
- Durée :  90 minutes
- Date de sortie : 
  - France : 18 février 1949

## Distribution
- Luis Mariano : José
- Ludmilla Tcherina : Angelica
- Jean Tissier : M. Fleur
- Annette Poivre : Annette
- Raymond Bussières : François
- Lucien Callamand : le beau-père
- Robert Dalban : l'inspecteur
- Edmond Audran : Paul
- Claire Gérard : la grand-mère
- Hennery : Bouffartigue
- Georgette Tissier : la mariée
- Fernand Rauzéna : M. Cado
- Jean-François Martial : l'ingénieur
- Liliane Lesaffre : une invitée